# Six nouvelles
Six nouvelles (titre original en anglais : A Set of Six) est un recueil de nouvelles de Joseph Conrad publié pour la première fois en 1908.
Il comprend des nouvelles d'une certaine ampleur comme Gaspard Ruiz et Le Duel (inspiré par les duels du général Fournier Sarlovèze et adapté au cinéma par Ridley Scott dans Les Duellistes) et quatre textes plus courts : Le Mouchard, La Brute, Un anarchiste et Il Conde.

## Nouvelles
Le recueil est composé des six nouvelles suivantes :
- Gaspar Ruiz
- Le Mouchard
- La Brute
- Un anarchiste
- Le Duel
- Il Conde

## Éditions en anglais
- Joseph Conrad, A Set of Six, Londres :Methuen
- Joseph Conrad, A Set of Six, New York : Doubleday, Page and Company, 1915

## Traduction en français
- Gaspar Ruiz et autres nouvelles, traduit par Philippe Néel, Paris, Éditions de la NRF[3], 1927.
- Six nouvelles, traduit par Pierre Coustillas, dans Conrad (dir. Sylvère Monod), Œuvres, t. III, Paris : Gallimard, coll. « Bibliothèque de la Pléiade », 1987.